# Leuconitocris rufoantennalis
Leuconitocris rufoantennalis é uma espécie de escaravelho da família Cerambycidae.  Foi descrito por Stephan von Breuning em 1950, originalmente sobe o género Nitocris.